# Torre Negra
La Torre Negra, es una construcción militar románica en el término de San Cugat del Vallés, muy bien conservada, de planta cuadrangular y tres pisos de altura con una torre cuadrada adosada en un ángulo del edificio.
Desde el año 1842 hasta a la actualidad esta en manos privadas y pertenece a la familia Rabadà.
Algunas ventanas de la fachada son geminadas y la puerta de entrada está formada por un arco de medio punto.
Situada en un paraje natural entre dos torrentes, a la entrada del valle de Gausac en el límite entre la sierra de Collserola y los campos meridionales de la plana del Vallés, con vistas sobre la totalidad del horizonte al norte.
Su origen se remonta al siglo XII, en un castillo nombrado Ricanli o Ricard, construido en la época del abad Ermengol y parece que fue reconstruido entre los siglos XIV y XV. La torre Negra debe su nombre actual a sus murallas de piedra de color oscuro.
Sus primeros habitantes conocidos fueron los Vilanova en el siglo XII. Posteriormente pasó a la familia de los Palou.
A lo largo de la Edad Media fue objeto de litigios entre los propietarios y el monasterio de Sant Cugat, que se oponía a su construcción.
- Datos: Q11704639
- Multimedia: Torre Negra (Sant Cugat del Vallès) / Q11704639